# Bolbapium bigibbosum
Bolbapium bigibbosum is een keversoort uit de familie mesttorren (Geotrupidae). De wetenschappelijke naam van de soort werd in 1929 gepubliceerd door Luederwaldt.